# WTA-toernooi van Beckenham
Het WTA-toernooi van Beckenham was een tennistoernooi voor vrouwen dat van 1888 tot en met 1996 plaatsvond in de Engelse plaats Beckenham, onderdeel van Groot-Londen. De officiële naam van het toernooi was Kent All-Comers' Championships.

## Relatie tot Wimbledon
Het toernooi werd gespeeld op de grasbanen van de Beckenham Cricket Club en fungeerde als "generale repetitie" voor Wimbledon.
33 Beckenham-winnaars wonnen ook ooit Wimbledon (vroeger of later); de zeventien dubbel-winnende vrouwen waren:
| speelster                  | winst in Beckenham           | winst op Wimbledon                    |
| -------------------------- | ---------------------------- | ------------------------------------- |
| Charlotte Cooper           | 1898                         | 1895-96, 1898, 1901, 1908             |
| Dorothea Douglass-Chambers | 1901-02, 1904, 1910-11, 1913 | 1903, 1904, 1906, 1910-11, 1913, 1914 |
| May Sutton                 | 1907                         | 1905, 1907                            |
| Dora Boothby               | 1909                         | 1909                                  |
| Kitty McKane Godfree       | 1922                         | 1924, 1926                            |
| Helen Wills-Moody          | 1927                         | 1927, 1928-29, 1932-33, 1935, 1938    |
| Dorothy Round              | 1933, 1935                   | 1934, 1937                            |
| Alice Marble               | 1939                         | 1939                                  |
| Maureen Connolly           | 1953                         | 1952, 1953, 1954                      |
| Louise Brough              | 1955                         | 1948-50, 1955                         |
| Althea Gibson              | 1957                         | 1957, 1958                            |
| Margaret Smith             | 1961, 1963, 1964, 1965, 1968 | 1963, 1965, 1970                      |
| Maria Bueno                | 1964                         | 1959-60, 1964                         |
| Ann Haydon-Jones           | 1967                         | 1969                                  |
| Evonne Goolagong           | 1978-79                      | 1971, 1980                            |
| Billie Jean King           | 1983                         | 1966-68, 1972-73, 1975                |
| Martina Navrátilová        | 1993                         | 1978-79, 1982-87, 1990                |

- De jaartallen waarin een speelster zowel Beckenham als Wimbledon won, zijn onderstreept.

## Finales

### Enkelspel
Bron: 
| jaar              | winnares                                  | verliezend finaliste                      | score                                     |
| ----------------- | ----------------------------------------- | ----------------------------------------- | ----------------------------------------- |
| 1888              | May Jacks                                 | Edith Gurney                              | 1-6, 6-3, 6-0                             |
| 1889              | Maud Shackle                              | May Jacks                                 | 6-3, 7-5                                  |
| 1890              | May Jacks                                 | Maud Shackle                              | 4-6, 6-0, 6-4                             |
| 1891              | Maud Shackle                              | May Jacks                                 | 6-4, 6-0                                  |
| 1892              | Maud Shackle                              | May Jacks                                 | 6-3, 6-1                                  |
| 1893              | Maud Shackle                              | Ruth Legh                                 | 6-3, 6-4                                  |
| 1894              | Edith Austin                              | Amy Wilson                                | 6-4, 6-2                                  |
| 1895              | Edith Austin                              | Amy Wilson                                | 6-3, 6-1                                  |
| 1896              | Edith Austin                              | Ruth Legh                                 | 6-4, 2-6, 6-4                             |
| 1897              | Edith Austin                              | Miss E. R. Morgan                         | 6-2, 6-0                                  |
| 1898              | Charlotte Cooper                          | Edith Austin                              | 6-2, 4-6, 6-3                             |
| 1899              | Edith Austin                              | Charlotte Cooper                          | 1-6, 7-5, 6-2                             |
| 1900              | Edith Greville                            | Muriel Robb                               | 6-1, 6-3                                  |
| 1901              | Dorothea Douglass                         | Edith Greville                            | 6-1, 4-6, 6-4                             |
| 1902              | Dorothea Douglass                         | Hilda Lane                                | 7-5, 6-4                                  |
| 1903              | Connie Wilson                             | Dorothea Douglass                         | 3-6, 6-4, 6-4                             |
| 1904              | Dorothea Douglass                         | Connie Wilson                             | 6-2, 6-2                                  |
| 1905              | Connie Wilson                             | Alice Greene                              | 6-2, 6-4                                  |
| 1906              | Dorothea Douglass                         | Connie Wilson                             | 6-3, 2-2, opg.                            |
| 1907              | May Sutton                                | Dorothea Chambers                         | 6-2, 6-4                                  |
| 1908              | Agnes Morton                              | Dora Boothby                              | 6-2, 6-1                                  |
| 1909              | Dora Boothby                              | Agnes Morton                              | 6-4, 6-4                                  |
| 1910              | Dorothea Chambers                         | Dora Boothby                              | 6-4, 6-3                                  |
| 1911              | Dorothea Chambers                         | Mildred Coles                             | 6-3, 7-5                                  |
| 1912              | Winifred McNair                           | Dora Boothby                              | 6-1, 6-4                                  |
| 1913              | Dorothea Chambers                         | Phyllis Satterthwaite                     | 6-4, 6-4                                  |
| 1914              | Edith Hannam                              | Agnes Morton                              | 0-6, 11-9, opg.                           |
| 1915–1918         | geen toernooi, wegens Eerste Wereldoorlog | geen toernooi, wegens Eerste Wereldoorlog | geen toernooi, wegens Eerste Wereldoorlog |
| 1919              | Elizabeth Ryan                            | Dorothea Chambers                         | 2-6, 7-5, 6-4                             |
| 1920              | Elizabeth Ryan                            | Winifred McNair                           | 7-9, 3-2, gedeeld                         |
| 1921              | Elizabeth Ryan                            | Geraldine Beamish                         | 9-7, 6-4                                  |
| 1922              | Kitty McKane                              | Elizabeth Ryan                            | 6-3, 6-3                                  |
| 1923              | Elizabeth Ryan                            | Phyllis Satterthwaite                     | 6-3, 3-6, 6-3                             |
| 1924              | Elizabeth Ryan                            | Kitty McKane                              | 6-8, 6-1, 6-1                             |
| 1925              | Elizabeth Ryan                            | Geraldine Beamish                         | 4-6, 6-3, 6-2                             |
| 1926              | Lili de Alvarez                           | Molla Mallory                             | 6-4, 6-2                                  |
| 1927              | Helen Wills                               | Kitty McKane Godfree                      | 6-2, 6-4                                  |
| 1928              | Elizabeth Ryan                            | Violet Chamberlain                        | 6-2, 10-8                                 |
| 1929              | Phyllis Howkins-Covell                    | Peggy Michell                             | 6-1, 6-4                                  |
| 1930              | Jenny Sandison                            | Ann Owen                                  | 6-2, 4-6, 6-4                             |
| 1931              | Phyllis Mudford                           | Dorothy Round                             | 6-1, 6-2                                  |
| 1932              | Mary Heeley                               | Freda James                               | 1-6, 6-3, 6-0                             |
| 1933              | Dorothy Round                             | Peggy Michell                             | 7-5, 6-2                                  |
| 1934              | Phyllis Mudford-King                      | Joan Hartigan                             | 6-2, 6-3                                  |
| 1935              | Dorothy Round                             | Kay Stammers                              | 6-2, 6-0                                  |
| 1936              | Anita Lizana                              | Betty Nuthall                             | 3-6, 6-0, 6-1                             |
| 1937              | Jadwiga Jędrzejowska                      | Alice Marble                              | 6-1, 9-11, 6-1                            |
| 1938              | Jadwiga Jędrzejowska                      | Bobbie Heine-Miller                       | 7-5, 3-6, 6-2                             |
| 1939              | Alice Marble                              | Kay Stammers                              | 6-3, 6-1                                  |
| 1940–1945         | geen toernooi, wegens Tweede Wereldoorlog | geen toernooi, wegens Tweede Wereldoorlog | geen toernooi, wegens Tweede Wereldoorlog |
| 1946              | Vera Dace                                 | Betty Nuthall                             | 6-4, 6-4                                  |
| 1947              | Kay Menzies                               | Sheila Piercey-Summers                    | 6-2, 11-9                                 |
| 1948              | Mary Terán de Weiss                       | Patsy Rodgers                             | 7-5, 6-1                                  |
| 1949              | Patricia Canning-Todd                     | Sheila Piercey-Summers                    | 6-3, 6-0                                  |
| 1950              | Gussie Moran                              | Nancy Morrison                            | 4-6, 6-1, 6-2                             |
| 1951              | Betty Rosenquest                          | Barbara Scofield                          | 4-6, 7-5, 6-1                             |
| 1952              | Hazel Redick-Smith                        | Vera Thomas                               | 6-2, 6-2                                  |
| 1953              | Maureen Connolly                          | Julia Sampson                             | 6-2, 6-3                                  |
| 1954              | toernooi gestaakt in de kwartfinale       | toernooi gestaakt in de kwartfinale       | toernooi gestaakt in de kwartfinale       |
| 1955              | Louise Brough                             | Mary Carter                               | 6-2, 6-4                                  |
| 1956              | Darlene Hard                              | Betty Rosenquest-Pratt                    | gestaakt (regen)                          |
| 1957              | Althea Gibson                             | Darlene Hard                              | 6-3, 3-6, 6-4                             |
| 1958              | Sandra Reynolds                           | Jean Forbes                               | 6-4, 6-4                                  |
| 1959              | Darlene Hard                              | Sally Moore                               | 6-1, 7-5                                  |
| 1960              | Christiane Mercelis                       | Vera Roberts                              | 7-5, 4-6, 6-4                             |
| 1961              | Margaret Smith                            | Christine Truman                          | 6-3, 4-6, 8-6                             |
| 1962              | Jan Lehane                                | Lesley Turner                             | 7-5, 6-3                                  |
| 1963              | Margaret Smith                            | Jan Lehane                                | 6-0, 6-1                                  |
| 1964              | Maria Bueno                               | Margaret Smith                            | 3-5, gedeeld (regen)                      |
| 1965              | Margaret Smith                            | Maria Bueno                               | 4-6, 6-3, 6-3                             |
| 1966              | Karen Krantzcke                           | Maria Bueno                               | walk-over                                 |
| 1967              | Ann Haydon-Jones                          | Virginia Wade                             | 6-3, 1-6, 6-3                             |
| ↓ open tijdperk ↓ |                                           |                                           |                                           |
| 1968              | Margaret Court                            | Ann Haydon-Jones                          | 11-9, 6-2                                 |
| 1969              | Denise Carter                             | Kerry Melville                            | 6-3, 7-5                                  |
| 1970              | Patti Hogan                               | Olga Morozova                             | 6-1, 6-3                                  |
| 1971              | Kerry Melville                            | Kristy Pigeon                             | 6-0, 3-6, 9-7                             |
| 1972              | Olga Morozova                             | Jill Cooper                               | 6-4, 6-1                                  |
| 1973              | Dianne Fromholtz                          | Janet Newberry                            | 7-5, 0-6, 6-1                             |
| 1974              | Paulina Peisachov                         | Kate Latham                               | 5-7, 6-3, 6-4                             |
| 1975              | Greer Stevens                             | Patti Hogan                               | 4-6, 6-3, 6-3                             |
| 1976              | Olga Morozova                             | Marise Kruger                             | 7-5, 2-6, 6-3                             |
| 1977              | Yvonne Vermaak                            | Michelle Tyler                            | 6-4, 5-7, 6-1                             |
| 1978              | Evonne Cawley                             | Laura duPont                              | 6-4, 6-2                                  |
| 1979              | Evonne Cawley                             | Pam Shriver                               | 6-3, 6-2                                  |
| 1980              | Andrea Jaeger                             | Jo Durie                                  | 6-4, 6-1                                  |
| 1981              | Pam Shriver                               | Elizabeth Little                          | 6-2, 6-2                                  |
| 1982              | Pam Shriver                               | Elizabeth Sayers                          | 6-3, 6-2                                  |
| 1983              | Billie Jean King                          | Barbara Potter                            | 6-4, 6-3                                  |
| 1984              | Terry Phelps                              | Tina Mochizuki                            | 7-6, 6-2                                  |
| 1985              | Barbara Potter                            | Annabel Croft                             | 7-6, 4-6, 6-3                             |
| 1986              | Pam Shriver                               | Barbara Potter                            | 6-4, 6-3                                  |
| 1987              | Barbara Potter                            | Alycia Moulton                            | 7-6, 7-5                                  |
| 1988              | Robin White                               | Ann Henricksson                           | 6-3, 6-2                                  |
| 1989              | Rosalyn Fairbank                          | Anne Minter                               | 6-3, 6-3                                  |
| 1990              | Rosalyn Fairbank                          | Gigi Fernández                            | 7-5, 6-4                                  |
| 1991              | Andrea Strnadová                          | Rennae Stubbs                             | 6-7, 6-4, 6-3                             |
| 1992              | Mary Joe Fernandez                        | Helena Suková                             | 6-4, 6-2                                  |
| 1993              | Martina Navrátilová                       | Kristie Boogert                           | 6-3, 6-3                                  |
| 1994              | Kerry-Anne Guse                           | Dianne Van Rensburg                       | 7-5, 1-6, 7-6                             |
| 1995              | Els Callens                               | Rosalyn Fairbank-Nideffer                 | 6-2, 6-3                                  |
| 1996              | Clare Wood                                | María Vento                               | 6-3, 6-2                                  |